# TikTok kiểm duyệt nội dung
Nhiều nguồn tin cho biết TikTok đang kiểm duyệt nội dung chính trị liên quan đến Trung Quốc và một số quốc gia khác, cũng như các nội dung do người dùng thiểu số tạo ra. TikTok giải thích rằng những chính sách kiểm duyệt nội dung ban đầu, vốn đã không còn được áp dụng, chỉ nhằm mục đích giảm thiểu bất đồng quan điểm chứ không hề mang động cơ chính trị.

## Chính trị
Nhiều người chỉ trích chính sách kiểm duyệt nội dung của TikTok thiếu minh bạch. Các quy định nội bộ về việc cấm khuyến khích bạo lực, ly khai và "bôi nhọ các quốc gia" có thể được dùng để ngăn chặn những nội dung liên quan đến sự kiện Thiên An Môn năm 1989, Pháp Luân Công, Tây Tạng, Đài Loan, Chechnya, Bắc Ireland, nạn diệt chủng Campuchia, bạo loạn Indonesia năm 1998, chủ nghĩa dân tộc Kurd, xung đột sắc tộc giữa người da đen và người da trắng, hay mâu thuẫn giữa các giáo phái Hồi giáo. Thậm chí, có cả một danh sách cấm chỉ trích các nhà lãnh đạo thế giới, bao gồm cả lãnh đạo đương nhiệm và tiền nhiệm của Nga, Mỹ, Nhật Bản, Triều Tiên, Hàn Quốc, Ấn Độ, Indonesia và Thổ Nhĩ Kỳ.
Tháng 9 năm 2019, báo The Washington Post đăng bài viết nói rằng một số người Mỹ từng làm việc cho TikTok tố cáo công ty này đã kiểm duyệt những nội dung mà chính phủ Trung Quốc không thích, bao gồm cả các vấn đề chính trị không liên quan đến Trung Quốc.  Họ cho biết các chủ đề như Donald Trump hay các cuộc biểu tình ở Hồng Kông năm 2019-2020 ít xuất hiện trên TikTok hơn hẳn so với các mạng xã hội khác. Phía TikTok thì nói rằng họ sẽ thay đội ngũ kiểm duyệt ở Bắc Kinh bằng các nhóm kiểm duyệt ở nhiều khu vực khác nhau, và các nhóm này sẽ có nhiều quyền tự quyết hơn trong việc kiểm duyệt nội dung. Ngày 27 tháng 11 năm 2019, TikTok đã tạm thời khóa tài khoản của Feroza Aziz sau khi cô đăng một video (được ngụy trang dưới dạng hướng dẫn trang điểm) thu hút sự chú ý đến các trại tập trung ở Tân Cương. TikTok sau đó đã lên tiếng xin lỗi và giải thích rằng tài khoản của cô Aziz bị khóa là do trước đó cô có đăng một video khác có nhắc đến Osama Bin Laden, vi phạm quy định của nền tảng. Tài khoản của cô đã được khôi phục ngay sau đó. Tháng 7 năm 2020, TikTok đã xóa một video nói về các trại tập trung ở Tân Cương sau khi video đạt hàng triệu lượt xem.  Đến tháng 6 năm 2024, video này được khôi phục và có hơn 6 triệu lượt xem. Người đăng video cho biết cô còn bị cấm hoặc hạn chế sử dụng TikTok nhiều lần, chẳng hạn như không được livestream, sau khi nói về chính phủ hoặc các vấn đề chính trị.
TikTok có quy định cấm đăng tải nội dung liên quan đến một số nhà lãnh đạo nước ngoài như Vladimir Putin, Donald Trump, Barack Obama và Mahatma Gandhi vì những nội dung này dễ gây tranh cãi và dẫn đến xung đột về quan điểm chính trị. Các chính sách của TikTok cũng cấm nội dung chỉ trích tổng thống Thổ Nhĩ Kỳ Recep Tayyip Erdoğan và nội dung được coi là ủng hộ chủ nghĩa dân tộc Kurd. TikTok được cho là đã kiểm duyệt những người dùng ủng hộ các cuộc biểu tình của Đạo luật sửa đổi quyền công dân ở Ấn Độ và những người thúc đẩy hòa bình giữa người Hindu và người Hồi giáo.
Tháng 3 năm 2020, trang The Intercept đã đăng tải các tài liệu nội bộ bị rò rỉ, cho thấy những người kiểm duyệt nội dung được yêu cầu phải kiểm duyệt các nội dung chính trị trên livestream. Cụ thể, những người này bị cấm phát sóng các nội dung "làm tổn hại danh dự quốc gia" hoặc đề cập đến "các cơ quan nhà nước như lực lượng công an". Trước những lo ngại về vấn đề kiểm duyệt nội dung, công ty mẹ của TikTok đã thuê công ty luật K&L Gates, bao gồm cả cựu nghị sĩ Hoa Kỳ Bart Gordon và Jeff Denham, để tư vấn về các chính sách kiểm duyệt nội dung của mình.
Theo một bài báo trên tờ Wall Street Journal vào tháng 6 năm 2020, một số người dùng TikTok vốn không quan tâm đến chính trị đã bắt đầu đăng tải các nội dung ủng hộ quan điểm của Bắc Kinh. Mục đích của họ là tăng lượng người theo dõi và tránh bị hạn chế hiển thị (shadow ban). Cùng tháng đó, tờ The Times of India cũng đưa tin rằng TikTok đã hạn chế hiển thị các video liên quan đến tranh chấp biên giới và các cuộc xung đột giữa Trung Quốc và Ấn Độ. Đến tháng 7, công ty này tuyên bố rút khỏi Hồng Kông do lo ngại về luật an ninh quốc gia mới được ban hành tại đây.
ByteDance và TikTok giải thích rằng những quy định ban đầu của họ được áp dụng trên toàn cầu, chủ yếu nhằm hạn chế tình trạng quấy rối và chia rẽ trực tuyến trong giai đoạn các nền tảng này còn non trẻ. Hiện nay, những quy định này đã được thay thế bằng các phiên bản được điều chỉnh phù hợp với người dùng ở từng khu vực bởi các đội ngũ tại chỗ. Công ty cũng đã mời các nhà lập pháp Vương quốc Anh xem xét thuật toán của mình.
Vào tháng 1 năm 2021, TikTok đã cấm các nội dung liên quan đến Trump vì bị cho là kích động bạo lực. Đến ngày 3 tháng 2, TikTok nhận được lời khen ngợi từ các quan chức Nga nhờ sự hợp tác trong việc loại bỏ các nội dung "bị cấm", chủ yếu liên quan đến các cuộc biểu tình ở Nga. Một nghiên cứu vào tháng 3 năm 2021 của Citizen Lab cho thấy TikTok không kiểm duyệt các tìm kiếm về mặt chính trị, nhưng không thể kết luận liệu các bài đăng có bị kiểm duyệt hay không.
Tờ báo Frankfurter Allgemeine Zeitung của Đức đã có bài viết vào tháng 2 năm 2022, cho biết rằng TikTok đã thay thế các cụm từ nhạy cảm như "trại cải tạo", "trại tập trung", hay "trại lao động" bằng dấu hoa thị trong phụ đề tự động của các video. Không chỉ vậy, TikTok còn bị cáo buộc là sử dụng một hệ thống lọc mờ ám tại Đức, cấm các từ ngữ liên quan đến chủ nghĩa Quốc xã, chẳng hạn như "Auschwitz".
Phản ứng trước cuộc xâm lược Ukraine của Nga năm 2022, TikTok đã ban hành lệnh cấm các bài đăng và buổi phát trực tiếp mới từ Nga. Tuy nhiên, Tracking Exposed, một tổ chức chuyên về quyền dữ liệu người dùng, đã phát hiện ra một lỗ hổng kỹ thuật có thể bị lợi dụng bởi những người ủng hộ Nga. Theo tổ chức này, mặc dù TikTok đã khắc phục lỗ hổng này và một số lỗ hổng khác trước cuối tháng 3, nhưng việc chậm trễ trong việc áp dụng các hạn chế, cùng với tác động từ luật "tin giả" của Điện Kremlin, đã góp phần tạo nên một "mạng Internet phân mảnh... tràn ngập nội dung ủng hộ chiến tranh" tại Nga.
Một nghiên cứu năm 2023 của Dự án Quản trị Internet thuộc Viện Công nghệ Georgia đã đi đến kết luận rằng TikTok "không hề thực hiện kiểm duyệt, dù là trực tiếp bằng cách chặn nội dung hay gián tiếp thông qua thuật toán đề xuất."
Cầu thủ bóng rổ Enes Kanter Freedom đã bị TikTok cấm cửa vào tháng 3 năm 2023 sau nhiều lần nhận cảnh báo từ nền tảng này. Tuy nhiên, tài khoản của anh đã được khôi phục sau khi Giám đốc điều hành TikTok, Châu Thụ Tư, ra điều trần trước Quốc hội Hoa Kỳ. TikTok giải thích rằng họ vẫn giữ nguyên các hình phạt trước đó đối với Freedom, nhưng một lỗi trong quá trình kiểm duyệt đã vô tình khiến tài khoản của anh bị cấm. Sau khi được khôi phục tài khoản, Freedom tuyên bố sẽ tiếp tục lên tiếng chỉ trích chính phủ Trung Quốc trên nền tảng này. Đáng chú ý là vào thời điểm đó, TikTok tại Hoa Kỳ chứa rất nhiều video có nội dung nhạy cảm, vốn bị kiểm duyệt tại Trung Quốc. Điển hình là các hashtag như #Uyghur treatment (278 triệu lượt xem), #TiananmenSquare (18 triệu lượt xem) và #FreeTibet (13 triệu lượt xem). Vào tháng 5 năm đó, Viện Acton đã bị TikTok đình chỉ hoạt động sau khi tổ chức này đăng tải các video liên quan đến việc bắt giữ ông Lê Trí Anh và chiến dịch đàn áp phong trào ủng hộ dân chủ tại Hồng Kông của chính phủ Trung Quốc. Sự việc này đã khiến các nhà lập pháp thuộc Ủy ban Đặc biệt về Cạnh tranh Chiến lược giữa Hoa Kỳ và Đảng Cộng sản Trung Quốc của Hạ viện Hoa Kỳ bày tỏ "mối quan ngại sâu sắc".
Trong cuộc chiến Israel-Hamas năm 2023, TikTok bị cáo buộc từ chối chạy quảng cáo của các thành viên gia đình người Israel bị Hamas bắt làm con tin. Bộ trưởng Truyền thông Malaysia, Fahmi Fadzil, cũng cáo buộc TikTok kiểm duyệt nội dung ủng hộ Palestine. TikTok cho biết họ đã cấm các bài ca ngợi Hamas và gỡ bỏ hơn 775.000 video cùng 14.000 buổi phát trực tiếp.
Một nghiên cứu vào tháng 12 năm 2023 của các nhà nghiên cứu tại Đại học Rutgers, dưới tên Viện Nghiên cứu Mạng Lây nhiễm (NCRI), đã tìm thấy rằng nội dung trên TikTok có khả năng bị điều chỉnh để phù hợp với lợi ích của chính phủ Trung Quốc. The New York Times đã nhận xét về nghiên cứu rằng: "Đã có bằng chứng cho thấy Trung Quốc sử dụng TikTok như một công cụ tuyên truyền. Các bài đăng về các chủ đề mà chính phủ Trung Quốc muốn đàn áp như các cuộc biểu tình ở Hồng Kông và Tây Tạng đều không có trên nền tảng này." Các nhà nghiên cứu sau đó phát hiện rằng TikTok đã loại bỏ khả năng phân tích các hashtag về các chủ đề nhạy cảm. TikTok giải thích rằng họ đã hạn chế số lượng hashtag có thể tìm kiếm trong Trung tâm Sáng tạo vì chúng bị "lạm dụng để đưa ra những kết luận không chính xác."
Một sử gia làm việc tại Viện Cato đã lên tiếng cho rằng nghiên cứu của Đại học Rutgers có nhiều "lỗi cơ bản" và báo chí đã đưa tin một cách thiếu kiểm chứng. Cụ thể, nghiên cứu này đã so sánh số liệu trước cả khi TikTok ra đời để chứng minh ứng dụng này có ít hashtag về các chủ đề lịch sử nhạy cảm, dẫn đến kết quả nghiên cứu bị sai lệch.
Vào tháng 8 năm 2024, Bloomberg báo cáo rằng Viện Nghiên cứu Mạng Lây nhiễm (NCRI) của Đại học Rutgers đã phát hành một báo cáo mới dựa trên dữ liệu hành trình người dùng. Trong báo cáo, các nhà nghiên cứu đã tìm kiếm bốn từ khóa—Uyghur, Tân Cương, Tây Tạng và Thiên An Môn—trên TikTok, YouTube và Instagram. Họ nhận thấy rằng TikTok hiển thị tỷ lệ nội dung tích cực, trung lập hoặc không liên quan về các vi phạm nhân quyền của Trung Quốc cao hơn so với Instagram và YouTube. Ngoài ra, người dùng TikTok dành ba giờ trở lên mỗi ngày có xu hướng có quan điểm tích cực hơn về hồ sơ nhân quyền của Trung Quốc so với những người không sử dụng. TikTok đã bác bỏ nghiên cứu của NCRI, cho rằng nó không phản ánh trải nghiệm thực tế của người dùng.

## Nhóm thiểu số

### Cộng đồng LGBTQ+ và người khuyết tật
Vào năm 2019, The Guardian đưa tin rằng, nhằm thực hiện kiểm duyệt phù hợp với đặc thù từng địa phương, TikTok đã gỡ bỏ các nội dung có thể được coi là ủng hộ cộng đồng LGBTQ+ hoặc quyền của họ, chẳng hạn như hình ảnh các cặp đôi đồng tính nắm tay nhau, tại một số quốc gia như Thổ Nhĩ Kỳ.
Tháng 12 năm 2019, TikTok thú nhận rằng họ đã cố tình "dìm" những video của người LGBTQ+ để giảm nạn bắt nạt trên nền tảng của mình. Nói cách khác, TikTok đã can thiệp vào thuật toán để những video này ít có khả năng nổi tiếng, tiếp cận được nhiều người xem. Cũng trong tháng 12 đó, một trang web của Đức tên là Netzpolitik.org đã đăng tin rằng TikTok không chỉ "dìm" video của người LGBTQ+ mà còn "dìm" cả video của những người béo, người có khuôn mặt khác lạ, người tự kỷ, người bị hội chứng Down, người khuyết tật nói chung, hoặc người có vấn đề về khuôn mặt. Họ làm vậy bằng cách chặn không cho video của những người này xuất hiện ở nước ngoài hoặc trên trang "Dành cho bạn", cái trang mà TikTok hay đề xuất video theo sở thích của mình. Báo The Verge có viết rằng, một số người đồng tính nữ trên TikTok hay tự gọi mình bằng cái tên vui vui là "le dolla bean". Cái tên này bắt nguồn từ cách viết "le$bian", kiểu viết biến tấu để TikTok không xóa video. Hicks kể với The Verge rằng "chuyện này thành trò đùa luôn rồi, vì cứ cái gì có chữ 'lesbian' là y như rằng bị TikTok sờ gáy, nhẹ thì xóa video, nặng thì khóa tài khoản".
Năm 2020, TikTok lại bị tố là kiểm duyệt người chuyển giới. Nhiều người dùng chuyển giới phản ánh rằng video của họ bị xóa hoặc tắt tiếng không lý do. Bên BBC có đưa tin rằng một tổ chức từ thiện LGBTQ+ tên là Stonewall cho rằng những hành động này của TikTok gây ảnh hưởng xấu đến những bạn trẻ chuyển giới đang tìm kiếm sự hỗ trợ trên nền tảng này. Về phần mình, TikTok ra thông báo khẳng định rằng họ "hoàn toàn không xóa nội dung nào dựa trên bản dạng giới".
Vào tháng 9 năm 2020, Viện Chính sách Chiến lược Úc báo cáo rằng một số hashtag LGBTQ+ đã bị hạn chế ở Bosnia, Nga và Jordan. TikTok thừa nhận việc hạn chế hashtag ở một số quốc gia nhất định, viện dẫn luật pháp địa phương đối với một số hạn chế và các hashtag khác do chủ yếu được sử dụng cho mục đích khiêu dâm. TikTok cũng tuyên bố rằng một số hashtag đã bị kiểm duyệt do nhầm lẫn và sự cố sau đó đã được khắc phục, và các hashtag khác bị cáo buộc là đã bị kiểm duyệt chưa bao giờ được sử dụng bởi những người tạo video thực tế.
Vào tháng 5 năm 2021, nhà hoạt động liên giới tính người Mỹ, Pidgeon Pagonis, báo cáo rằng hashtag "intersex" đã bị TikTok vô hiệu hóa lần thứ hai. TikTok giải thích với The Verge rằng thẻ này đã bị xóa do nhầm lẫn và đã được khôi phục sau cả hai lần, điều này dẫn đến công chúng suy đoán liệu hashtag này có bị kiểm duyệt hay không.
Sau sự việc, TikTok đã lên tiếng xin lỗi và ban hành lệnh cấm các nội dung bài xích cộng đồng LGBTQ+. Tuy nhiên, lệnh cấm này không được áp dụng tại một số quốc gia như Trung Quốc, Trung Đông và một số vùng ở châu Âu do những quy định kiểm duyệt riêng biệt tại các khu vực này.

### Người da đen

Các nhà hoạt động đã kêu gọi người dùng TikTok thay đổi ảnh đại diện của họ thành biểu tượng nắm đấm quyền lực đen để thể hiện sự đoàn kết với các nhà sáng tạo người Mỹ gốc Phi trên TikTok.

Trong các trường hợp người dùng lên tiếng phản đối các hành vi phân biệt chủng tộc nói riêng và nạn phân biệt chủng tộc nói chung, họ cảm thấy có sự thay đổi về mức độ phổ biến của nội dung mình đăng tải, chẳng hạn như nội dung không xuất hiện thường xuyên hoặc thậm chí là biến mất hoàn toàn.
Vào ngày 7 tháng 5 năm 2020, để kỷ niệm sinh nhật sắp tới của Malcolm X vào ngày 19 tháng 5, người dùng Lex Scott đã phát động phong trào #ImBlackMovement trên TikTok để ủng hộ các nhà sáng tạo người Mỹ gốc Phi. Phong trào kêu gọi mọi người thay ảnh đại diện, theo dõi người dùng da đen và bỏ theo dõi những ai không ủng hộ họ.  Hashtag #BlackVoicesHeard nhanh chóng đạt hơn 6 triệu lượt xem.
Sau vụ sát hại George Floyd vào ngày 25 tháng 5 năm 2020, gây ra tình trạng bất ổn chủng tộc ở Hoa Kỳ và các cuộc biểu tình trên toàn thế giới, một số nhà sáng tạo trên TikTok đã tố cáo rằng nền tảng này cố tình chặn các video có hashtag #BlackLivesMatter và #GeorgeFloyd, khiến cho các video này không nhận được lượt xem. TikTok đã xin lỗi và cho biết rằng lỗi kỹ thuật đã gây ra sự cố này và khẳng định các hashtag đó đã nhận được hơn 2 tỷ lượt xem. Hicks lập luận rằng những người LGBTQ+ và người da màu nhận thấy rằng các quy định được thực thi "một cách rất khác nhau", nghĩa là nội dung của họ sẽ bị đàn áp hoặc gỡ bỏ vì những vi phạm được cho là và các báo cáo về quấy rối từ người dùng khác không được xử lý: "Điều này không chỉ làm tổn hại khả năng nói và được nhìn thấy của họ trên ứng dụng, mà còn cho phép họ bị tấn công và nhận những lời lẽ thù hận." Ông nói với CNN rằng mình hoan nghênh việc TikTok cam kết công khai ủng hộ cộng đồng người da đen sau vụ cảnh sát giết chết George Floyd vào năm 2020. Anh cũng cho biết đã nộp đơn vào công ty vì cảm thấy giá trị của công ty "thực sự phù hợp với tôi." Tuy nhiên, các cụm từ như "Black Lives Matter" và một số cụm từ liên quan khác lại bị gắn nhãn là nội dung không phù hợp.
Năm 2021, TikTok đã xin lỗi và cam kết cải thiện sau khi một ứng dụng kêu gọi đối xử công bằng hơn cho các nhà sáng tạo da đen bị tạm ngưng giữa những cáo buộc về kiểm duyệt và đàn áp nội dung. TikTok đã xin lỗi về vấn đề phân biệt chủng tộc, nhưng nhiều nhà sáng tạo da đen cho biết hầu như không có gì thay đổi.

### Bình luận
Theo nhà sử học công nghệ Mar Hicks, các nhà sáng tạo trên TikTok cảm thấy họ phải rất thận trọng về nội dung họ đăng "vì các quy tắc có thể thay đổi bất cứ lúc nào [và] không có sự minh bạch". Hicks cho rằng việc mất đột ngột các thẻ, dù là cố ý hay không, đã gây ra "những tác động cực kỳ tiêu cực và có hại đối với các cộng đồng vốn đã bị thiệt thòi và xoá sổ". Sự mập mờ quanh việc gỡ bỏ và kiểm duyệt nội dung trên TikTok là một sự bực bội kéo dài đối với người dùng. TikTok có các hướng dẫn cộng đồng, nhưng không có danh sách công khai các từ và cụm từ cụ thể bị cấm, và không rõ mức độ kiểm duyệt được thực hiện bằng thuật toán so với kiểm duyệt bởi con người.

## Kiểm duyệt trên Douyin
Trung Quốc giám sát chặt chẽ việc sử dụng Douyin, ứng dụng tương tự TikTok, đối với trẻ vị thành niên, đặc biệt là từ sau năm 2018. Dưới áp lực của chính phủ, ByteDance đã triển khai các biện pháp kiểm soát của phụ huynh và chế độ "thiếu niên" chỉ cho phép hiển thị nội dung đã được kiểm duyệt trước, như chia sẻ kiến thức, đồng thời cấm các trò đùa, mê tín, câu lạc bộ khiêu vũ và nội dung ủng hộ LGBT.